# Like Crazy
Like Crazy (Verweistitel: Wie verrückt) ist ein romantisches Film-Drama aus dem Jahr 2011 von Regisseur Drake Doremus. Er zeichnet sich vor allem durch seine improvisierten Dialoge aus. Der Film gewann am Sundance Film Festival 2011 den Grand-Jury-Preis in der Kategorie Bester Film. Dem Film folgten zwei weitere, Breathe in (2013) und Equals – Euch gehört die Zukunft (2015).

## Handlung
Die englische College-Studentin Anna verliebt sich in ihren amerikanischen Kommilitonen Jacob, und die beiden erleben in Los Angeles eine leidenschaftliche Affäre. Als Anna, die ihr Studentenvisum überschritten hat, von einer Reise nach London zurückkehrt, wird ihr die Einreise in die Vereinigten Staaten verweigert, sie kehrt nach England zurück. Das Paar sieht sich gezwungen, eine Fernbeziehung zu führen.
Jacob besucht Anna so oft ihm es seine beruflichen Verpflichtungen erlauben, während Annas Eltern versuchen, mit Hilfe eines Anwalts die Einreisesperre vor Gericht anzufechten. Annas Vater schlägt eine Heirat vor. Jacob kehrt jedoch vorerst allein in die Staaten zurück und beginnt eine Beziehung mit seiner Arbeitskollegin Samantha. Anna, die unter der Trennung leidet, schlägt Jacob nun selbst die Eheschließung vor. Das Paar heiratet in England. Es wird ihnen geraten, noch 6 Monate zu warten, bevor Anna ein Visum beantragt. Als auch jetzt kein Visum erteilt wird, fängt die Ehe zu kriseln an, und beide beginnen Beziehungen mit anderen Partnern. Anna wird befördert und ihr neuer Freund Simon macht ihr einen Heiratsantrag. Als Annas Einreisesperre aufgehoben wird, gibt sie Freund, Arbeitsstelle und Wohnung auf und fliegt nach Los Angeles zu Jacob. Die erste Begegnung ist eher kühl und distanziert.
Der Film endet mit der Sequenz einer gemeinsamen Dusche, mit Einblendungen aus fröhlicheren Zeiten. Wie die Beziehung der beiden weitergehen wird, bleibt unklar.

## Synchronisation
| Schauspieler      | Sprecher                  | Rolle   |
| Anton Yelchin     | Constantin von Jascheroff | Jacob   |
| Felicity Jones    | Kaya Marie Möller         | Anna    |
| Jennifer Lawrence | Maria Koschny             | Sam     |
| Charlie Bewley    | Dominik Auer              | Simon   |
| Alex Kingston     | Peggy Sander              | Jackie  |
| Oliver Muirhead   | Frank Muth                | Bernard |
| Finola Hughes     | Sabine Arnhold            | Liz     |
| Chris Messina     |                           | Mike    |
| Ben York Jones    |                           | Ross    |
| Jamie Thomas King | Valentin Stilu            | Elliott |
| Keeley Hazell     | Angelina Geisler          | Sabrina |
| Natalie Hoflin    | Franca Orlia              | Natalie |

## Kritiken
Christian Hoja von cellurizon.de gibt ein sehr umfangreiches Review und schreibt u. a.: „‚Like Crazy‘ ist kein Film der Superlative, erzählt nicht die schönste, nicht die traurigste oder dramatischste Liebesgeschichte aller Zeiten – und ist berührender, als die meisten Filme, die genau das versuchen. ‚Like Crazy‘, das sind zeitlose 86 Minuten, unprätentiös genug, sich nicht an aktuellen Strömen aufzuhalten, weder filmisch noch erzählerisch“
Kino.de kommt zu dem Urteil: „Natürliche Dialoge und gut beobachteter Alltag in einer ambitionierten Low-Budget-Liebesdramödie.“
Markus Schu von wirsindmovies.com schreibt: „Der Film wirkt lange nach. Er beschäftigt. Er ist romantisch, ehrlich und wichtig. ‚Ich liebe dich‘ bildet in Doremus' Film keine Aussage. ‚Ich liebe dich‘ wird zur Frage mit Hoffnung auf Bestätigung und Erwiderung. Allein das mit anzusehen wird zum schmerzlich-intensiven Erlebnis. Empfehlung? Ja, auf eigene Gefahr.“

## Auszeichnungen
- Sundance Film Festival 2011: Grand-Jury-Preis in der Kategorie Bester Film[4]